# Markward von Corvey
Markward von Corvey (auch Marquard) († 18. Januar 1107) war von 1082 bis 1107 Abt von Corvey und zwischen 1088 und 1093 Bischof von Osnabrück. Er war einer der einflussreichsten Reformäbte der Reichsklöster seiner Zeit.

## Leben
Markward kam aus dem Reformkloster Münster-Schwarzach, das sich an der Gorzer Reform orientierte. Der Gegenkönig Hermann von Salm setzte ihn 1082 als Abt von Corvey ein. Dabei hat er der Abtei auch die Immunität, die freie Wahl des Abtes und überkommene Zehnrechte gewährt.
Markward war Anhänger der Gregorianischen Reformen. Seine Haltung wurde durch die Grafen von Northeim als Vögte Corveys unterstützt. Als Reformer wählte ihn das Domkapitel von Osnabrück 1088 zum Bischof. Der kaisertreue Kölner Erzbischof Sigewin von Are hat jedoch verhindert, dass er sich dort hat durchsetzen können. Daher hat er 1093 resigniert. Daher scheiterte auch die geplante Verlegung des Konvents von Kloster Iburg nach Corvey.
Nach Vorbild der Hirsauer Reform wurden durch Markward die Strukturen des Konvents von Corvey ab 1090 umgeformt. Im Unterschied zu Hirsau sollte ein neugewählter Abt aber so etwa wie das Recht zu Selbstinvestitur haben. Markward förderte zudem die Klosterschule und die Gelehrsamkeit. So verfügte er, dass jeder Novize der Klosterbibliothek ein Buch schenken sollte. Über alle zum Stift Corvey gehörenden Klöster sollten Jahreschroniken angefertigt werden.
Markward hat die in Vergessenheit geratenen Reliquien des heiligen Vitus wieder stärker verehren lassen. In Goslar ließ Markward eine Vituskirche errichten und gründete eine Vitus-Bruderschaft.
Auf verschiedenen Fürstentagen und Synoden zwischen 1099 und 1105 zeigte sich, dass Markward die führende Persönlichkeit des Reformmönchtums im Herzogtum Sachsen war. Für den Aufschwung von Corvey spricht die Zahl von 84 neuen Novizen in der Amtszeit von Markward. Dies entsprach einen Zuwachs von drei neuen Mönchen pro Jahr. Gleichzeitig trugen Brüder von Corvey die vom Abt verfochtenen Reformgedanken in eine Reihe anderer Klöster. Allein acht ehemalige Mönche von Corvey stiegen zu Äbten auf.
Vorübergehend wurde er von Truppen des Kaisers und Vasallen des Klosters 1102 vertrieben. Auf eigene Kosten ließ er bei seiner Rückkehr 1103 die Schäden an der Abtei beseitigen. Auch sorgte er für den Unterhalt der Mönche sowie die Armenversorgung. Zu der Gruppe von Reformklöstern um Corvey zählten Bursfelde, Northeim, Pegau, Vitzenburg, Oldisleben und vielleicht auch Nienburg.
In weltlicher Hinsicht förderte er die Entwicklung der Stadt Höxter.
Begraben wurde er im Kloster Corvey.